# Dorycnium eriophthalmum
Dorycnium eriophthalmum là một loài thực vật có hoa trong họ Đậu. Loài này được (Webb) Webb miêu tả khoa học đầu tiên năm 1842.